# کالهون جانکشن (آرکانزاس)
کالهون جانکشن (به انگلیسی: Calhoun Junction) یک منطقهٔ مسکونی در ایالات متحده آمریکا است که در شهرستان کلمبیا، آرکانزاس واقع شده‌است. کالهون جانکشن ۱۰۳٫۹۴ متر بالاتر از سطح دریا واقع شده‌است.